# Сердар Езкан
Сердар Езкан (тур. Serdar Özkan, нар. 1 січня 1987, Дюздже) — турецький футболіст, фланговий півзахисник клубу «Бурсаспор».
Виступав, зокрема, за «Бешикташ» та національну збірну Туреччини.

## Клубна кар'єра
Народився 1 січня 1987 року в місті Дюздже. Вихованець футбольної школи клубу «Бешикташ». Дорослу футбольну кар'єру розпочав 2003 року в основній команді того ж клубу. Протягом 2005–2007 років віддавася в оренду до «Істанбулспора», «Себатспора» та «Самсунспора».
З 2007 року, повернувшись з останньої оренди, став гравцем основного складу «Бешикташа». У сезоні 2008/09 допоміг команді зробити золотий дубль, тріумфувавши у чемпіоні Туреччини і Кубку країни.
2010 року перейшов до «Галатасарая», у складі якого закріпитися не зміг і вже за рік став гравцем «Анкарагюджю». У подальшому майже щороку змінював команду, встигши пограти за «Самсунспор», «Шанлиурфаспор», «Елязигспор», «Сівасспор», «Ескішехірспор», «Антальяспор» та «Генчлербірлігі».
До лав «Бурсаспора» приєднався 2020 року. 

## Виступи за збірні
2002 року дебютував у складі юнацької збірної Туреччини (U-17), загалом на юнацькому рівні за команди різних вікових категорій взяв участь у 16 іграх, відзначившись 3 забитими голами.
Згодом залучався до складу молодіжної збірної Туреччини. На молодіжному рівні зіграв у двох офіційних матчах.
Протягом 2007–2008 років зіграв три гри у складі національної збірної Туреччини.

## Титули і досягнення
- Чемпіон Туреччини (1):

«Бешикташ»: 2008/09
- Володар Кубка Туреччини (1):

«Бешикташ»: 2008/09